# مرکز تروما

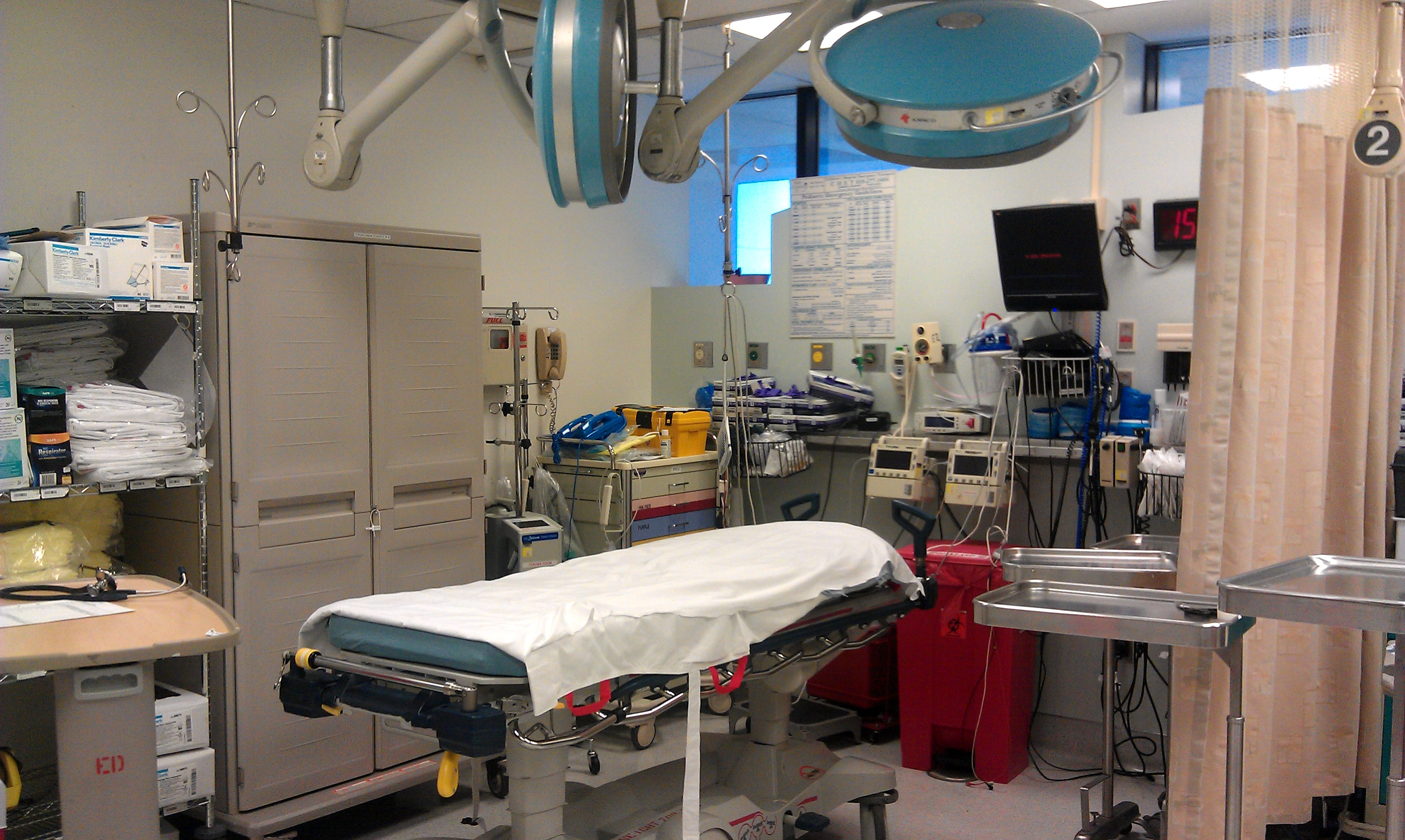
مرکز تروما درجه یک

مرکز تروما (به انگلیسی: Trauma center) یا مرکز خدمات رسانی اورژانس به مصدومان حوادث بخش‌هایی هستند که به مصدومان حوادث خدمات می‌دهند.

## دسته‌بندی
مراکز تروما به سه دسته تقسیم می‌گردند:
- مراکز درجه یک :این مراکز همه امکانات مورد نیاز مصدومان را در سطح بالا و با حضور کادر فوق تخصصی ارائه می‌کنند و مصدومان ارجاع شده به این مراکز نیازی به گرفتن بخشی از خدمات خود در مراکز دیگر ندارند.مرکز تروما سنتر بیمارستان سینا یکی از این مراکز ترومای درجه یک است.
- مراکز درجه دو:این مراکز اغلب در مراکز استان‌ها تأسیس می‌شوند.
- مراکز درجه سه: این مراکز برای ارائه سریع خدمات به مصدومان حوادث کاربرد دارند.[۱]

تعین درجه اعتبار این مراکز در آمریکا توسط کالج جراحان آمریکا (ACS) صورت می‌گیرد. و مراکز درجه یک دارای جراح متخصص تروما به صورت مقیم می‌باشند این جراحان در رشته‌های ارتوپدی و جراحی مغز و اعصاب آموزش‌های لازم برای بیمار ترومایی را دیده‌اند.